# Оттавская ратуша

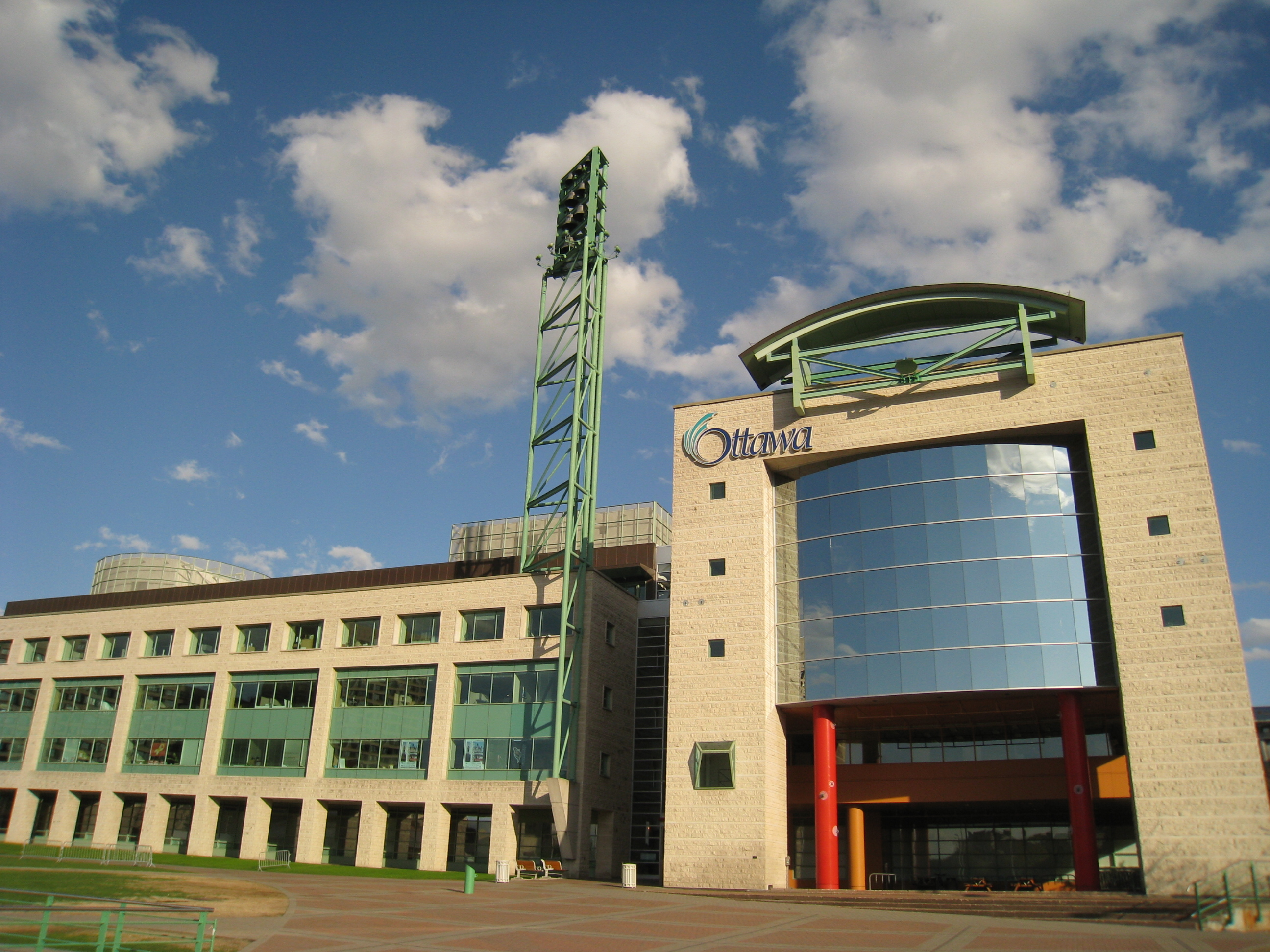
Современное здание Сити-Холла, вход с Лорье-авеню.

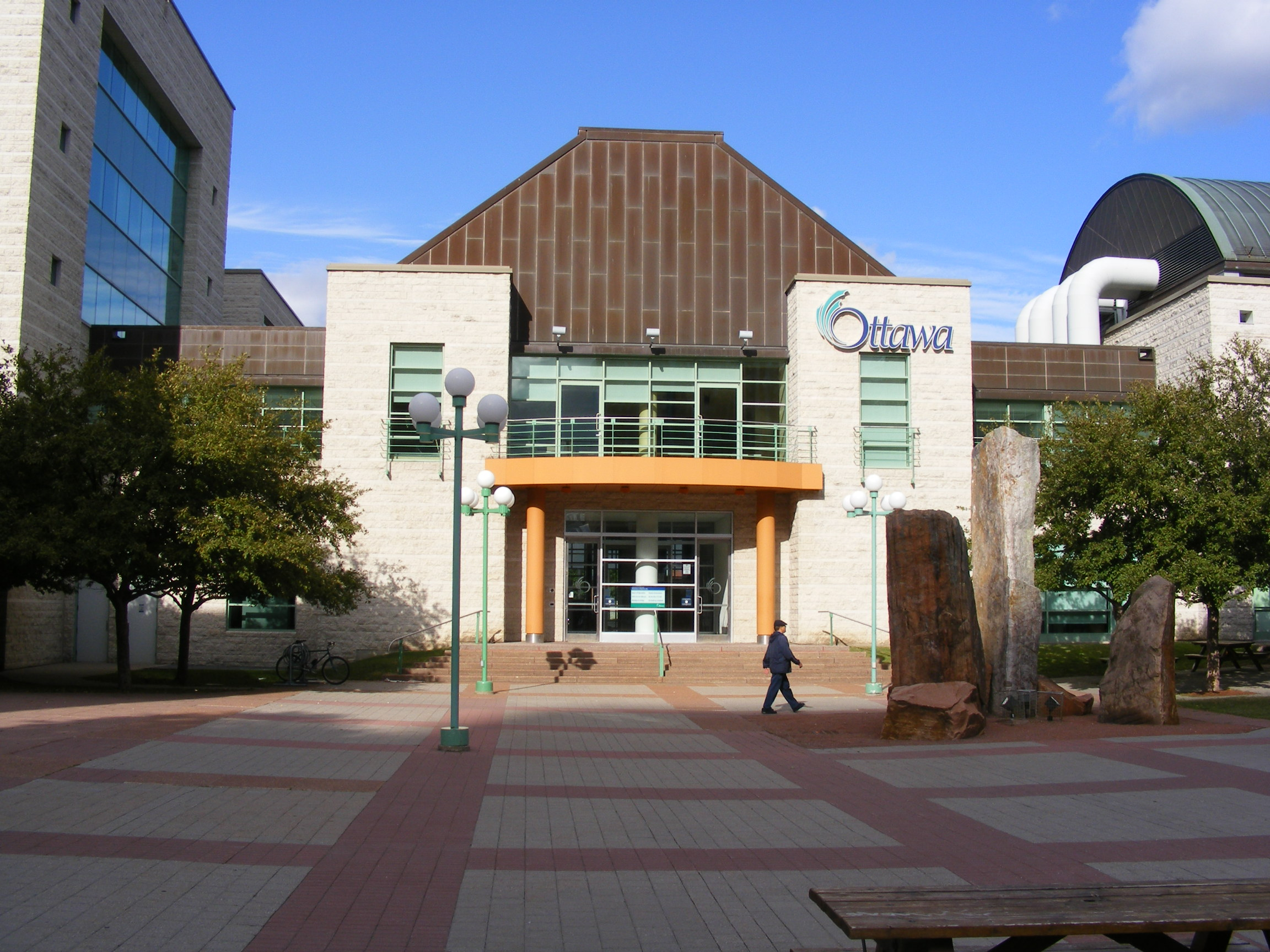
Вход в то же здание с Элгин-стрит.

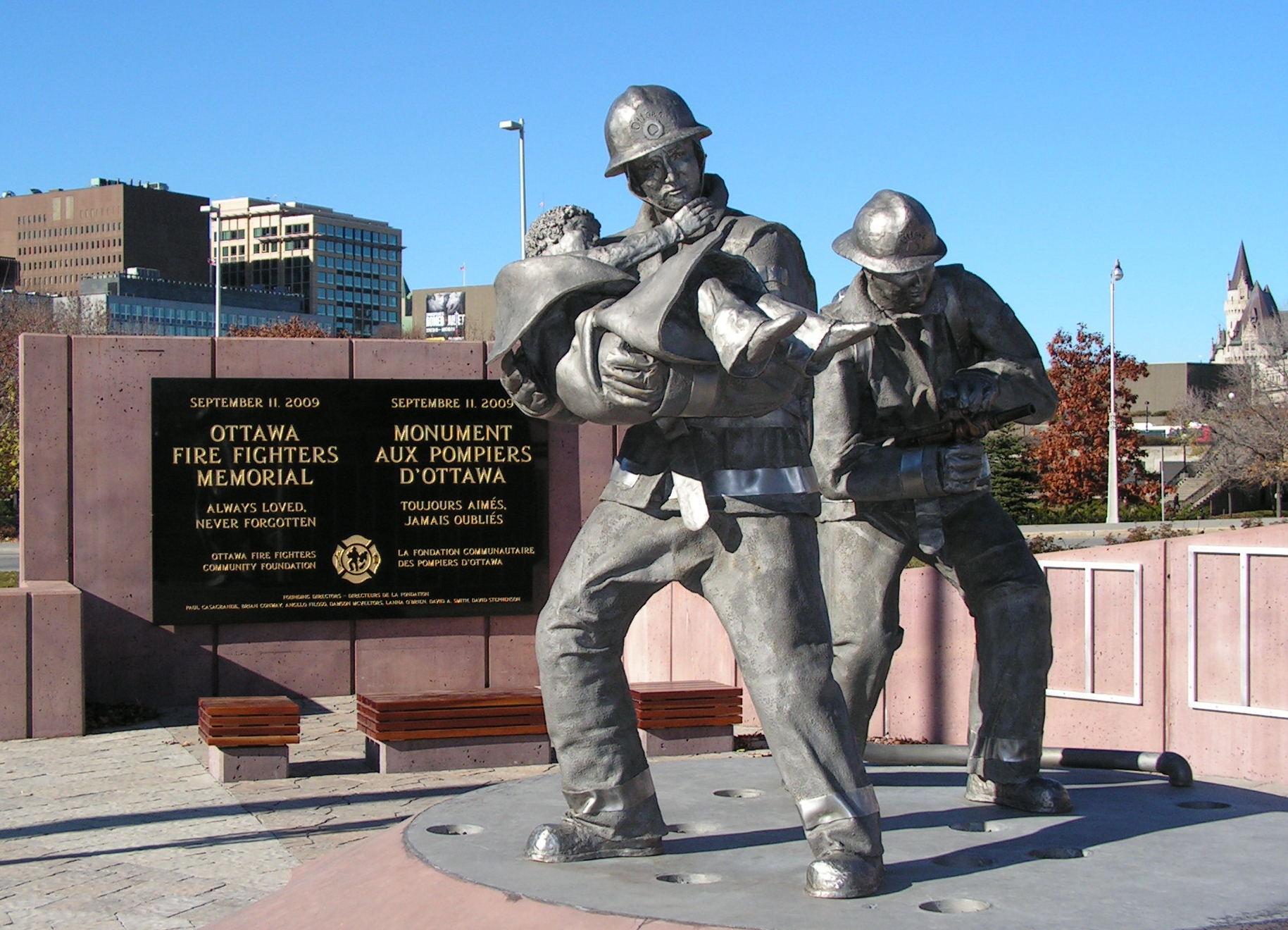
Мемориал пожарным Оттавы перед Сити-холлом

Сити-Холл (англ. Ottawa City Hall, фр. Hôtel de ville d'Ottawa) — комплекс зданий городской администрации г. Оттава, Канада. Он состоит из двух соединённых между собой зданий: современного на Западной Лорье-авеню и «парадного» здания напротив, на Элгин-стрит. Хотя новое здание имеет выходы на две улицы, основным считается вход по адресу Лорье-авеню 110.

## Главное здание
Современное здание, где располагаются основные службы городской администрации, было построено в 1990 г. как штаб-квартира бывшего Регионального муниципалитета Оттава-Карлтон. Оно находится между Дрилл-холлом и зданием верховного суда провинции Онтарио.
В настоящее время в этом здании находится зал городского совета (назван прижизненно в честь Эндрю Хейдона, бывшего мэра Непина), большой атрий, ряд офисов и городских учреждений. Перед фасадом здания, напротив парка Конфедерации, который расположен за Лорье-авеню, находится большая площадь, где часто проходят концерты, фестивали и другие мероприятия. На площади установлен ряд скульптур, в том числе одна звуковая скульптура и фонтан.
Ранее на месте здания находилась площадь для упражнений по муштровке, которая относилась к Дрилл-холлу. Во время 2-й мировой войны на площади был возведён ряд сооружений для военного персонала; они задумывались как временные, но простояли несколько десятилетий. В конце концов их снесли и соорудили на их месте Сити-Холл взамен прежнего, расположенного к востоку от центра города, здание которого было продано федеральному правительству.

## Парадное здание

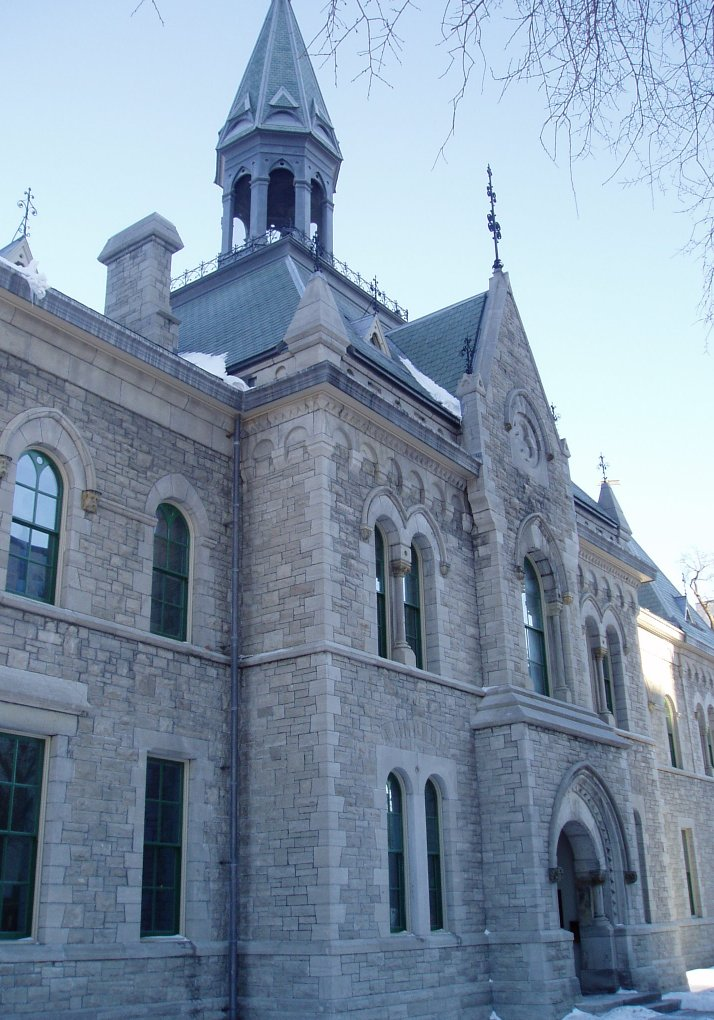
Выходящий на Элгин-стрит фасад «парадного здания» городской администрации Оттавы.

К югу от здания Верховного суда провинции Онтарио на Элгин-стрит расположено бывшее здание Оттавской нормальной школы, сооружённое в 1875 г. В настоящее время оно соединено с новым зданием городской администрации, в нём расположены офисы мэра и членов городского совета, а также ряда комитетов.

## Бывшие здания городской администрации
Ранее в качестве здания городской администрации последовательно использовались:
- 1849—1877: Первый Сити-холл представлял собой бывшее помещение для рынка между Куин-стрит и Альберт-стрит. Здание подарил городу Николас Спаркс
- 1877—1931: Второй Сити-холл, массивное каменное здание, было сооружено рядом с первым Сити-холлом. Сгорело в пожаре 1931 г.
- 1931—1958: Дом транспорта в течение длительного времени служил временным местонахождением городской администрации Оттавы
- 1958—2000: Здание, ныне известное как Старый Сити-холл на острове Грин-Айленд на р. Ридо открылось в 1958 г. и было расширено в конце 1990-х гг.